# Giuseppe Bruni
Giuseppe Bruni (Parma, 25 agosto 1873 – Fossadello di Caorso, 3 gennaio 1946) è stato un chimico e politico italiano.

## Biografia
Figlio di un avvocato, si iscrive inizialmente a Ingegneria al Regio Istituto Tecnico Superiore di Milano (futuro Politecnico) per poi abbandonare in favore di Chimica presso l'Università degli Studi di Parma.
Ha compiuto varie ed originali ricerche in Italia e all'estero, collaborando coi migliori specialisti della sua epoca. È stato professore ordinario di Chimica al Regio Istituto Tecnico Superiore di Milano e all'Università degli Studi di Padova.

Professore onorario dell'Università di Padova, ha diretto il laboratorio ricerche chimiche della società Pirelli.
Appassionato di poesia e narrativa, è stato membro e presidente dell'Istituto Lombardo Accademia di Scienze e Lettere, socio corrispondente dell'Istituto Veneto di Scienze, Lettere ed Arti e dell'Accademia dei Lincei.